# 許嵩煙故居
許嵩煙故居，是位於臺灣臺南市東區的宅第建築，現為直轄市定古蹟。。

## 沿革
該建築約興建於1930年代，屋主許嵩煙為二次世界大戰後第一屆臺南市參議會議員，而後也連任第一屆市議會議員。該建築於1996年10月經卓來成遊說許家後裔出租後成為東門美術館使用，在2001年的歷史建築百景徵選活動中，該建築被選為第36名。2017年7月26日，該建築登錄為直轄市定古蹟。
2007年，因屋主有意售屋，東門美術館便遷到臺南孔廟南邊的全台首學大樓一樓（2024年3月再遷至歸仁農會倉庫）。該建築隨後即成為閒置狀態，後因建築物無人維護而結構受損，至2021年建築後面廂房、水池等都被拆除。
2023年，文化局獲所有權人的回應，並協助爭取到補助調查研究費共核定總經費268萬元，將辦理及修復許嵩煙故居再利用計畫。

## 建築設計
許宅的街屋立面寬三開間，一樓設有騎樓，二樓則有迴廊，上面正中央為置有姓氏勳章飾的直線形山牆，兩旁則為置有花草紋樣的弧形山牆。而在前棟之後為內庭，兩旁則為閩南式的木構廂房。

## 圖片

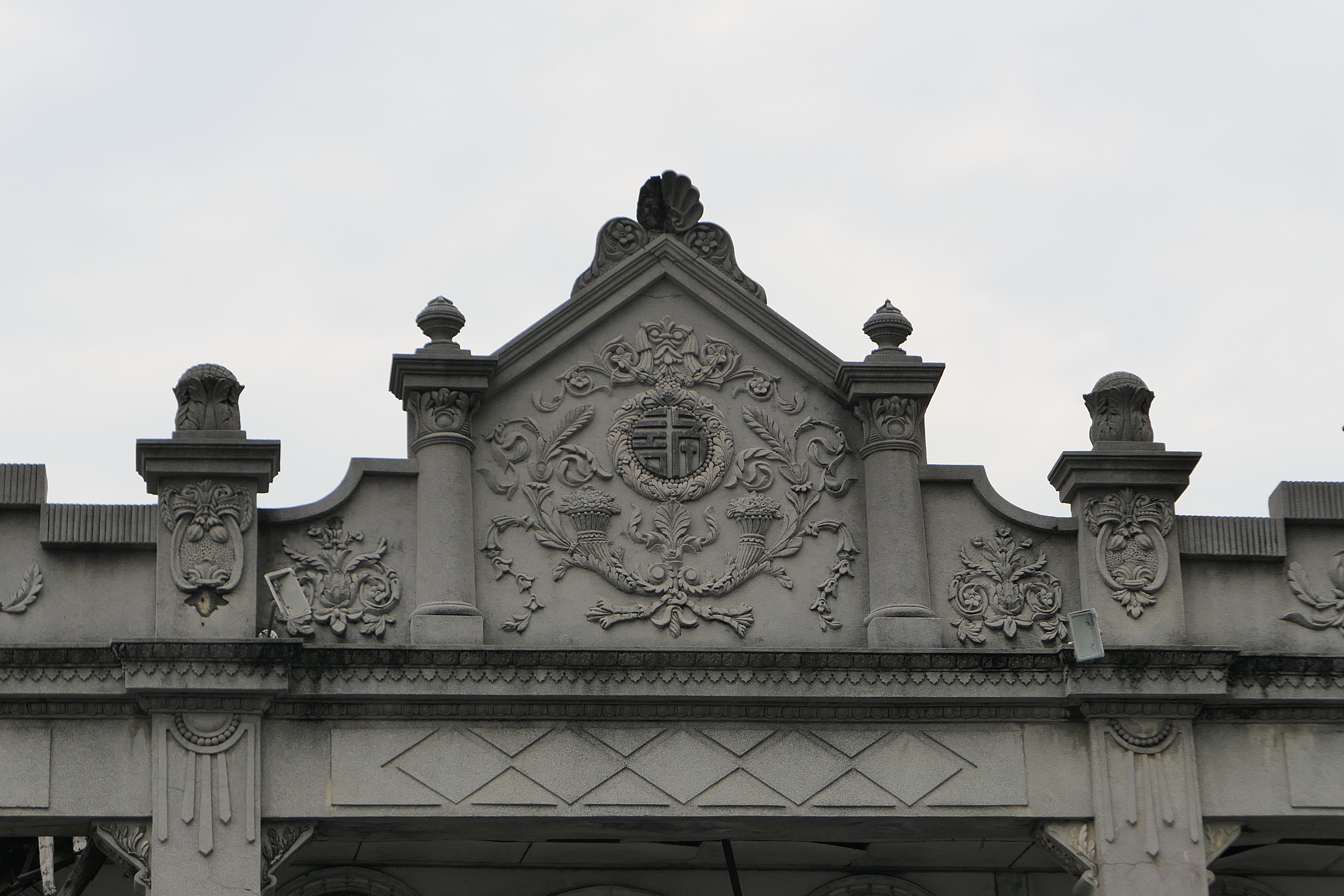
立面特寫
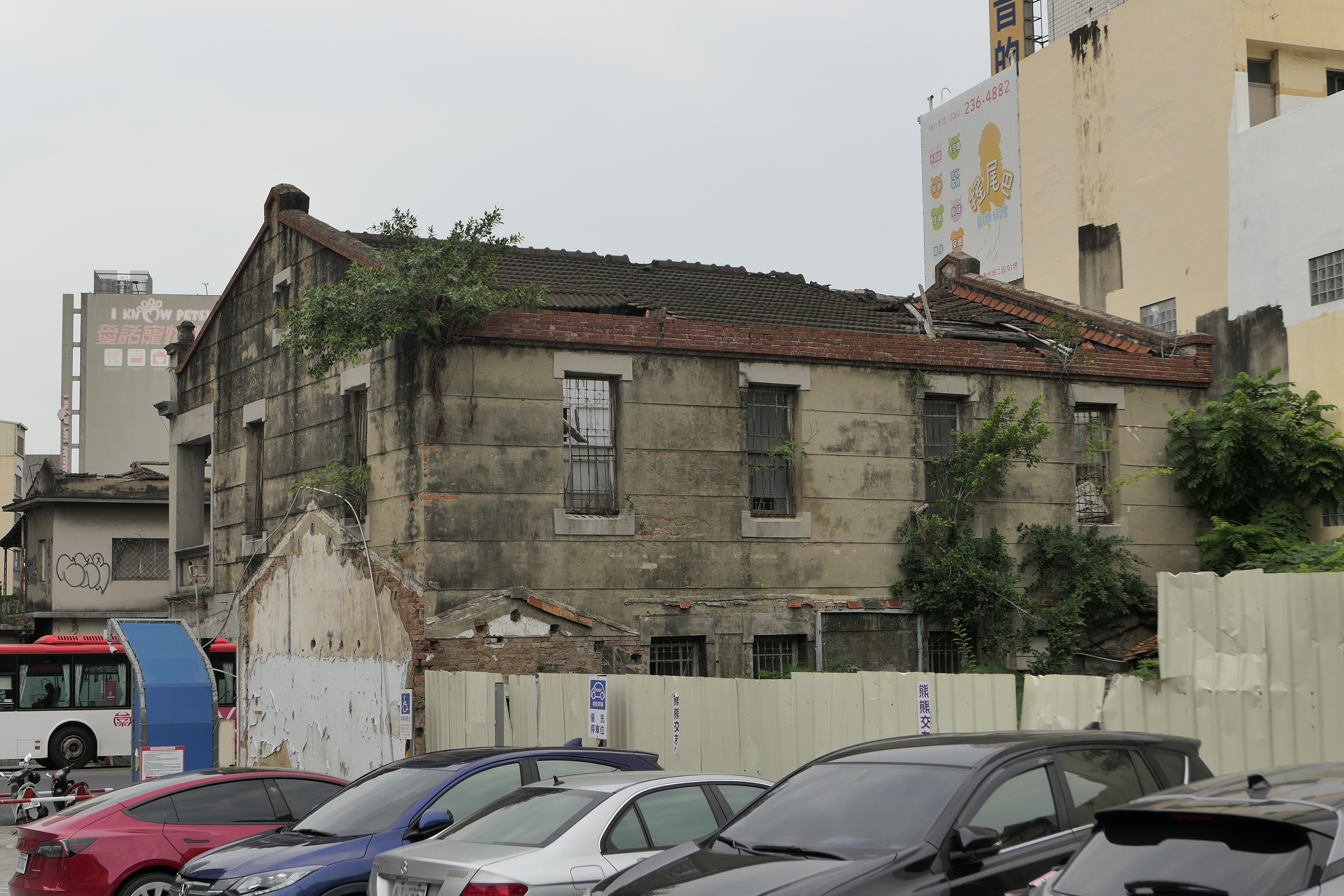
建物背面